# Томіріс

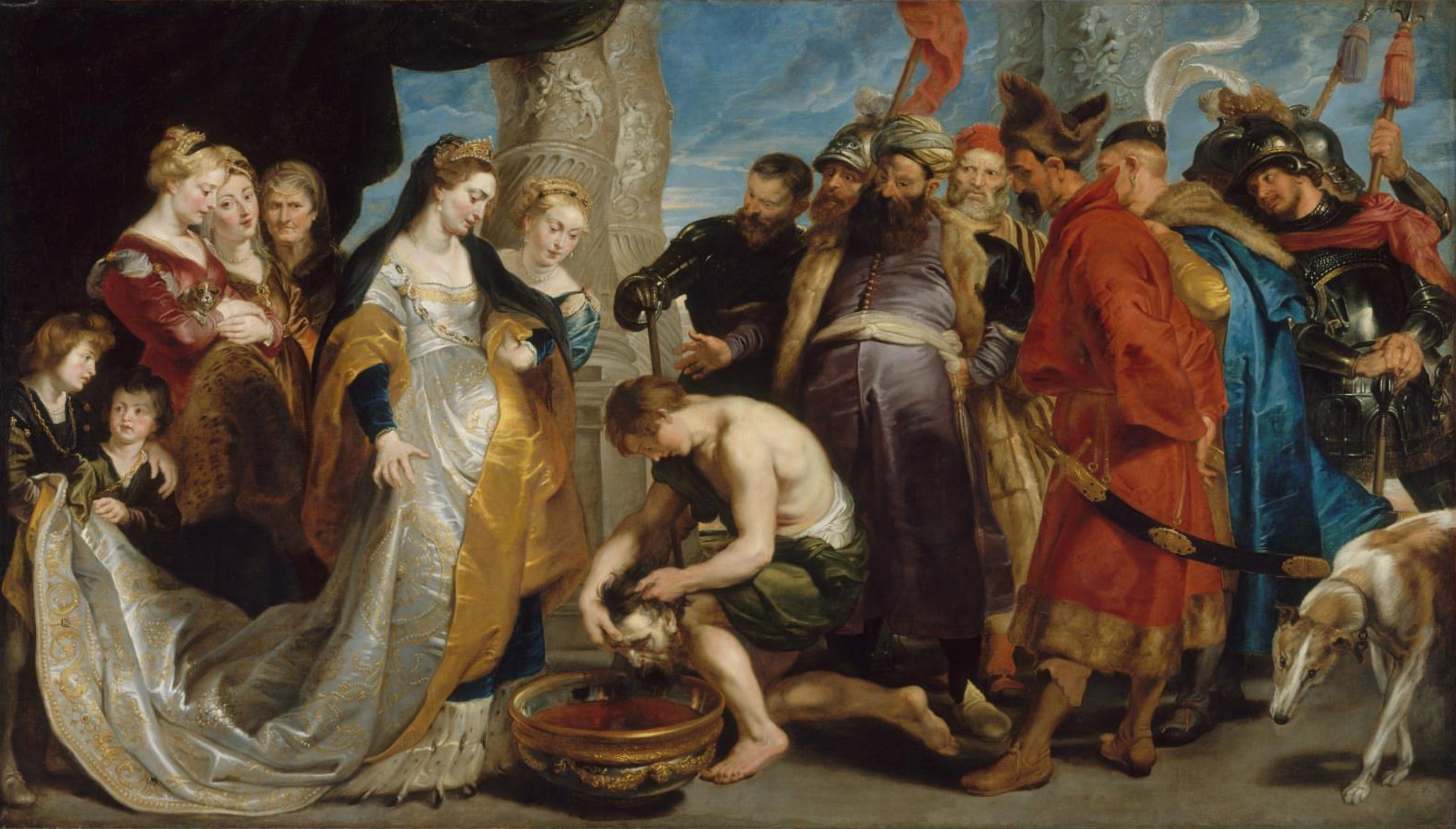
Цариця Томіріс перед головою Кіра, Рубенс

Томіріс або Томіріда (грец. Τόμυρίς, давньоперс. Tahm-Rayiš, приблизно 570—520 роки до н е.) — правляча цариця саків-масагетів, переможниця Кіра Великого, володаря Азії. Про неї відомо тільки з Геродота, її не згадують інші ранні джерела, зокрема Ктесій. Томіріс стала популярним об'єктом європейського мистецтва під час Відродження.

## Життєпис
Томіріс народилася в 6 ст. до н. е. (точні дати життя невідомі). Вона стала царицею масагетів (іраномовного кочового скотарського народу) після того, як її чоловік, що був царем, помер.
Біля 530 р. до н. е. цар Персії Кір, підкоривши безліч країн і отримавши титул «володар Азії», вирушив в похід у Великий степ між Каспійським та Аральським морями. У геродотівському, найпоширенішому, описі походу (I, 201—214), Кір відправив посла до цариці Томіріс з пропозицією шлюбу і об'єднання двох народів в одну державу без війни. Цариця масагетів відповіла відмовою, Кір оголосив війну. 
Коли Кір почав зводити міст через Аракс для атаки, Томіріс порадила царю бути вдоволеним царюванням над своїм царством і дати їй правити своїм. Після початкового нападу Кір дав можливість третині війська масагетів, очолюваній сином Томіріс Спаргапісом, захопити перський винний обоз. Кір полонив п'яних масагетів, Спаргапіс, випросивши волю, вчинив самогубство. 
Коли Томіріс дізналася про долю сина, вона вимагала від Кіра залишити землю або вона дасть йому більше крові, ніж він зможе випити. За таку ганебну поразку цариця Томіріс особисто вийшла на Кіра вирішальною битвою, перемігши його повністю. Всі перси разом з очільником загинули на полі бою. Томіріс наказала знайти тіло Кіра та відрубати йому голову, яку потім занурила в міх з людською кров'ю зі словами: «Ти мене, яка ще жива і тебе перемогла в битві, ти мене вбив, бо хитрістю захопив мого сина, так ось я тепер згідно з моєю клятвою, насичую тебе кров'ю». 
Ця вирішальна битва, ймовірно, сталася на самому початку серпня 530 р. до н. е. У всякому разі, до кінця серпня звістка про загибель Кіра дійшла до далекої Вавилонії. Ктесій надає іншу версію смерті Кіра.
Про Томіріс після війни відомо мало.

## В культурі
Історія Томіріс відображена в традиції західного мистецтва. Художники Рубенс, Аллегріні, Лука Феррарі, Маттіа Преті, Гюстав Моро і скульптор Северо Кальзетта да Равенні зображували Томіріс і події її життя.
Астероїд 590 Томіріс відкритий в 1906 році.
Ушанована на Поверсі спадщини Джуді Чикаго.
В 2019 році кіностудія «Казахфільм» зняла художній фільм «Томіріс», присвячений сакській цариці. Багато казахів вважають саків одними з предків казахів і тюрків взагалі, також вона зображена в узбецькій літературі.

У грі Civilization VI Томіріс представляє Скіфію.

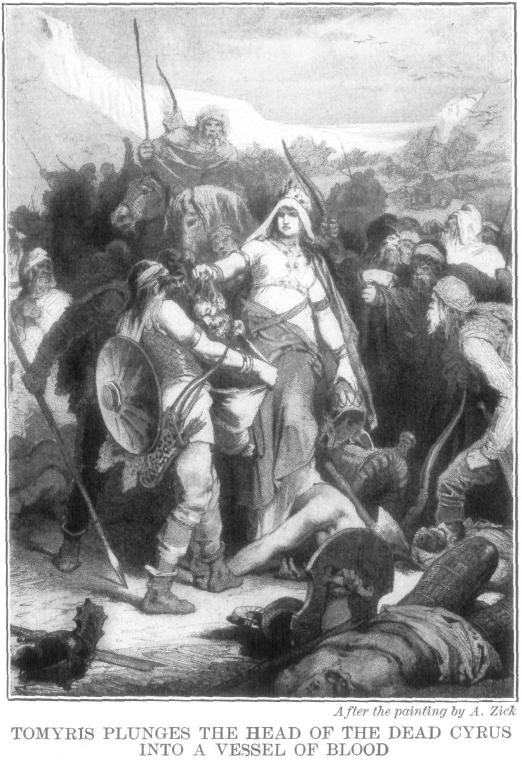
Томіріс занурює голову Кіра в посудину з кров'ю, Алекзандер Зік
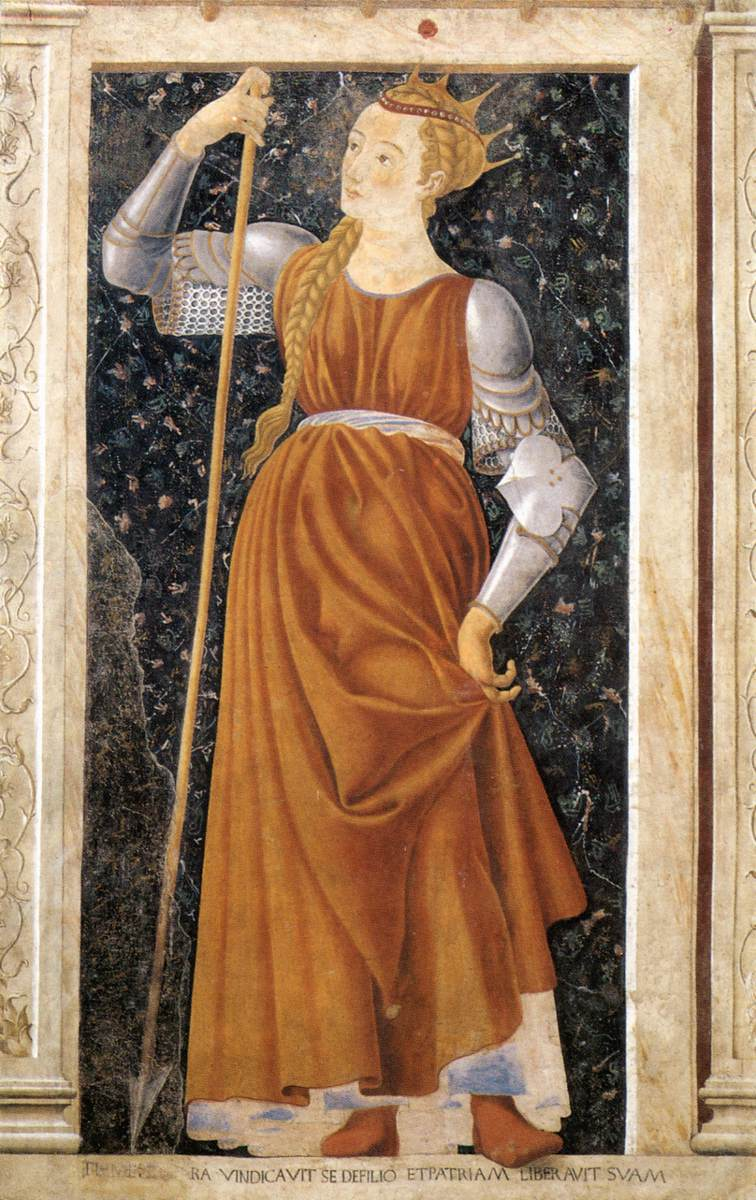
Портрет Томіріс, Андреа дель Кастаньо, XV ст.
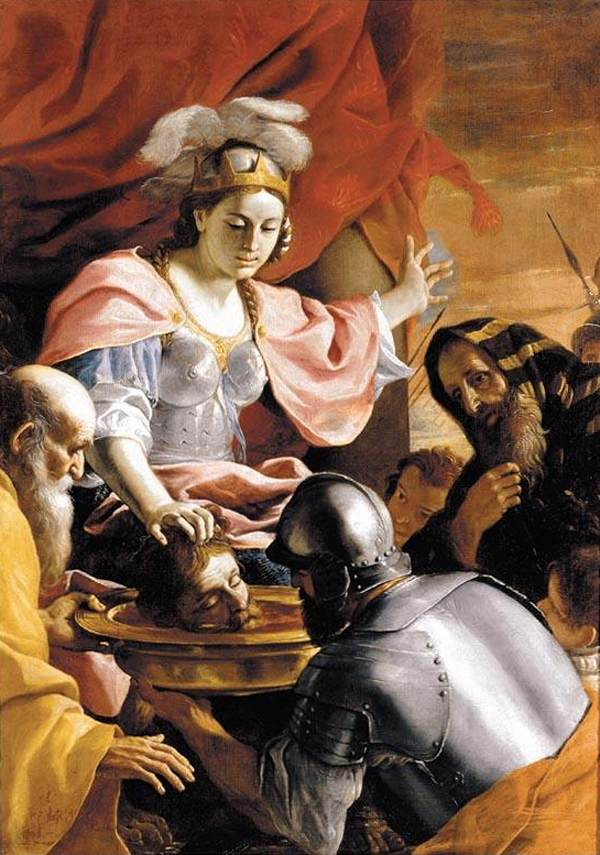
Картина Маттіа Претті, 1670-ті